# Liga Mistrzów UEFA (2009/2010)/Faza kwalifikacyjna
Artykuł prezentuje szczegółowe dane dotyczące rozegranych meczów mających na celu wyłonienie grupy drużyn piłkarskich które wezmą udział w fazie grupowej Ligi Mistrzów UEFA 2009/2010.

## I runda kwalifikacyjna
Do startu w I rundzie kwalifikacyjnej uprawnione były 4 drużyny, z czego 2 były rozstawione. Losowanie odbyło się 22 czerwca 2009 (godz. 12:00). Pierwsze mecze rozegrano 30 czerwca i 1 lipca, rewanże – 7 i 8 lipca 2009.
| Drużyny rozstawione | Drużyny rozstawione | Drużyny rozstawione | Drużyny rozstawione |
| Drużyna             | Współcz.            | Drużyna             | Współcz.            |
| ------------------- | ------------------- | ------------------- | ------------------- |
| FK Mogren           | 0,200               | UE Sant Julià       | 0,100               |

| Drużyny nierozstawione | Drużyny nierozstawione | Drużyny nierozstawione | Drużyny nierozstawione |
| Drużyna                | Współcz.               | Drużyna                | Współcz.               |
| ---------------------- | ---------------------- | ---------------------- | ---------------------- |
| Hibernians             | 0,099                  | SP Tre Fiori           | 0,050                  |

Współcz. – wartość współczynnika klubowego.
Pogrubiono nazwy drużyn, które awansowały do II rundy kwalifikacyjnej.
| Drużyna 1                            | Wynik dwumeczu | Drużyna 2     | Pierwszy mecz | Drugi mecz |
| ------------------------------------ | -------------- | ------------- | ------------- | ---------- |
| SP Tre Fiori                         | 2:2 (4:5 k.)A  | UE Sant Julià | 1:1           | 1:1        |
| Hibernians                           | 0:6            | FK Mogren     | 0:2           | 0:4        |
| Po lewej gospodarz pierwszego meczu. |                |               |               |            |

A Pierwotnie gospodarzem pierwszego meczu miał być mistrz Andory, kolejność została jednak zamieniona po losowaniu.

### Pierwsze mecze
| 11 lipca 2009 | SP Tre Fiori | 1:1   | UE Sant Julià |                                                                       |
| 20:30 CET     | Andreini 74' | (0:1) | Xinos 42' (k) | Stadion Montecchio · San Marino · Sędzia: Damir Batinić · Chorwacja · |

| 230 czerwca 2009 | Hibernians | 0:2   | FK Mogren                |                                                              |
| 18:30 CET        |            | (0:1) | Ćetković 33' · Grbić 89' | Ta’ Qali Stadium · Malta · Sędzia: Luc Wilmes · Luksemburg · |

### Rewanże
| 17 lipca 2009 | UE Sant Julià                                           | 1:1 k. 5:4    | SP Tre Fiori                                                    |                                                                               |
| 19:00 CET     | Moreira 39'                                             | (1:0, k. 5:4) | Canarezza 82'                                                   | Estadi Comunal · Andorra la Vella · Andora · Sędzia: Sokol Jareci · Albania · |
| 19:00 CET     | · Xinos · Varela · Machado · Matamala · Mejias · Wagner | Rzuty karne   | · Lisi · Andreini · Ballanti · Giunta · Benedettini · Rodriguez | Estadi Comunal · Andorra la Vella · Andora · Sędzia: Sokol Jareci · Albania · |

| 28 lipca 2009 | FK Mogren                                | 4:0   | Hibernians |                                                                          |
| 20:30 CET     | Grbić 45' 80' · Ćetković 51' · Milić 41' | (2:0) |            | Stadion Pod Goricom · Podgorica · Czarnogóra · Sędzia: Huw Jones Walia · |

## II runda kwalifikacyjna
Do startu w II rundzie kwalifikacyjnej uprawnione były 34 drużyny (w tym 2 zwycięzców I rundy), z czego 17 było rozstawionych. Losowanie odbyło się 22 czerwca 2009 (godz. 12:00). Ponieważ stało się to przed zakończeniem I rundy, przyjęto założenie, że wszystkie rozstawione drużyny z I rundy wygrają swoje mecze, jeśli zaś nie – zwycięska drużyna nierozstawiona przejmowała współczynnik pokonanego (nie stało się tak w żadnym z przypadków). Pierwsze mecze rozegrano 14 i 15 lipca, rewanże – 21 i 22 lipca 2009.
    Drużyny, które awansowały z I rundy kwalifikacyjnej
| Drużyny rozstawione | Drużyny rozstawione | Drużyny rozstawione | Drużyny rozstawione |
| Drużyna             | Współcz.            | Drużyna             | Współcz.            |
| ------------------- | ------------------- | ------------------- | ------------------- |
| FC Kopenhaga        | 26,890              | APOEL Nikozja       | 4,016               |
| Lewski Sofia        | 24,250              | Stabæk              | 3,760               |
| Partizan Belgrad    | 23,050              | Slovan Bratysława   | 2,933               |
| Maccabi Hajfa       | 17,050              | FK Ventspils        | 2,832               |
| Dinamo Zagrzeb      | 16,466              | NK Maribor          | 2,816               |
| Wisła Kraków        | 9,583               | FH                  | 2,333               |
| BATE Borysów        | 7,733               | Inter Turku         | 1,958               |
| Red Bull Salzburg   | 6,565               | Ekranas Poniewież   | 1,933               |
| Kalmar FF           | 4,938               |                     |                     |

| Drużyny nierozstawione       | Drużyny nierozstawione | Drużyny nierozstawione | Drużyny nierozstawione |
| Drużyna                      | Współcz.               | Drużyna                | Współcz.               |
| ---------------------------- | ---------------------- | ---------------------- | ---------------------- |
| Bohemian F.C.                | 1,899                  | FK Aktöbe              | 0,649                  |
| Zrinjski Mostar              | 1,733                  | Piunik Erywań          | 0,599                  |
| Debreceni VSC                | 1,633                  | Rhyl FC                | 0,466                  |
| Sheriff Tyraspol             | 1,333                  | Glentoran F.C.         | 0,433                  |
| WIT Georgia Tbilisi          | 1,332                  | EB/Streymur            | 0,433                  |
| FK Makedonija Dźorcze Petrow | 1,033                  | F91 Dudelange          | 0,266                  |
| FK Bakı                      | 0,899                  | FK Mogren              | 0,200                  |
| Tallinna FCI Levadia         | 0,866                  | UE Sant Julià          | 0,100                  |
| KF Tirana                    | 0,799                  |                        |                        |

Współcz. – wartość współczynnika klubowego.
Pogrubiono nazwy drużyn, które awansowały do III rundy kwalifikacyjnej.
| Drużyna 1                            | Wynik dwumeczu | Drużyna 2         | Pierwszy mecz | Drugi mecz |
| ------------------------------------ | -------------- | ----------------- | ------------- | ---------- |
| FK Makedonija Dźorcze Petrow         | 0:4            | BATE Borysów      | 0:2           | 0:2        |
| Piunik Erywań                        | 0:3            | Dinamo Zagrzeb    | 0:0           | 0:3        |
| Ekranas Poniewież                    | 4:6            | FK Bakı           | 2:2           | 2:4        |
| EB/Streymur                          | 0:5            | APOEL Nikozja     | 0:2           | 0:3        |
| Rhyl FC                              | 0:12           | Partizan Belgrad  | 0:4           | 0:8        |
| Inter Turku                          | 0:2            | Sheriff Tyraspol  | 0:1           | 0:1        |
| Lewski Sofia                         | 9:0            | UE Sant Julià     | 4:0           | 5:0        |
| KF Tirana                            | 1:5            | Stabæk            | 1:1           | 0:4        |
| Zrinjski Mostar                      | 1:4            | Slovan Bratysława | 1:0           | 0:4        |
| FK Ventspils                         | 6:1            | F91 Dudelange     | 3:0           | 3:1        |
| WIT Georgia Tbilisi                  | 1:3            | NK Maribor        | 0:0           | 1:3        |
| Maccabi Hajfa                        | 10:0           | Glentoran F.C.    | 6:0           | 4:0        |
| Debreceni VSC                        | 3:3            | Kalmar FF         | 2:0           | 1:3        |
| FC Kopenhaga                         | 12:0           | FK Mogren         | 6:0           | 6:0        |
| Wisła Kraków                         | 1:2            | Levadia Tallinn   | 1:1           | 0:1        |
| Red Bull Salzburg                    | 2:1            | Bohemian F.C.     | 1:1           | 1:0        |
| FH                                   | 0:6            | Aktöbe FK         | 0:4           | 0:2        |
| Po lewej gospodarz pierwszego meczu. |                |                   |               |            |

### Pierwsze mecze
| 114 lipca 2009 | FK Makedonija Dźorcze Petrow | 0:2   | BATE Borysów              |                                                               |
| 17:00 CET      |                              | (0:1) | Krywiec 40' · Skawysz 49' | Gradski, Skopje · Macedonia · Sędzia: Peter Rasmussen Dania · |

| 214 lipca 2009 | Piunik Erywań | 0:0   | Dinamo Zagrzeb |                                                                             |
| 17:00 CET      |               | (0:0) |                | Stadion Hanrapetakan · Erywań, Armenia · Sędzia: Paolo Tagliavento Włochy · |

| 314 lipca 2009 | Ekranas Poniewież        | 2:2   | FK Bakı                                  |                                                                             |
| 20:00 CET      | Bička 52' · Trakys 90+3' | (0:0) | Felipe Almeida 78' · Rocha Batista 90+1' | Aukštaitijos Stadion · Poniewież, Litwa · Sędzia: Sascha Kever Szwajcaria · |

| 414 lipca 2009 | EB/Streymur | 0:2   | APOEL Nikozja                    |                                                                       |
| 20:00 CET      |             | (0:2) | Mirosavljević 11' · Żewłakow 32' | Tórsvøllur, Thorshavn · Wyspy Owcze · Sędzia: Ołeh Oriechow Ukraina · |

| 514 lipca 2009 | Rhyl FC | 0:4   | Partizan Belgrad                                         |                                                                     |
| 20:45 CET      |         | (0:2) | Krstajić 17' · Cleverson 18' · Diarra 45' · Đorđević 69' | Belle Vue · Rhyl, Walia · Sędzia: César Muñiz Fernández Hiszpania · |

| 615 lipca 2009 | Inter Turku | 0:1   | Sheriff Tyraspol |                                                                  |
| 17:30 CET      |             | (0:1) | Suworow 41'      | Veritas Stadion · Turku, Finlandia · Sędzia: Szabó Zsolt Węgry · |

| 715 lipca 2009 | Lewski Sofia                                 | 4:0   | UE Sant Julià |                                                                                       |
| 18:45 CET      | Tanewski 49' · Christow 64' 72' · Gadżew 82' | (0:0) |               | Stadion im. Georgi Asparuchowa · Sofia, Bułgaria · Sędzia: Lewan Paniaszwili Gruzja · |
| 18:45 CET      | Abdian 55'                                   | (0:0) |               | Stadion im. Georgi Asparuchowa · Sofia, Bułgaria · Sędzia: Lewan Paniaszwili Gruzja · |

| 815 lipca 2009 | KF Tirana | 1:1   | Stabæk        |                                                                                     |
| 20:00 CET      | Mukaj 50' | (0:1) | Kobayashi 35' | Stadion im. Qemala Stafy, Tirana · Albania · Sędzia: Robert Schörgenhofer Austria · |

| 915 lipca 2009 | Zrinjski Mostar | 1:0   | Slovan Bratysława |                                                                             |
| 20:30 CET      | Kordić 50'      | (0:0) |                   | Gradski · Mostar, Bośnia i Hercegowina · Sędzia: Douglas McDonald Szkocja · |

| 1015 lipca 2009 | FK Ventspils                            | 3:0   | F91 Dudelange |                                                                     |
| 17:00 CET       | Butriks 78' · Kacanovs 86' · Rimkus 87' | (0:0) |               | Stadion Olimpijski, Windawa, Łotwa · Sędzia: Marcin Borski Polska · |

| 1115 lipca 2009 | WIT Georgia Tbilisi   | 0:0   | NK Maribor |                                                                                    |
| 18:00 CET       |                       | (0:0) |            | Stadion im. Micheila Meschiego, Tbilisi · Gruzja · Sędzia: Hannes Kaasik Estonia · |
| 18:00 CET       | Klimiaszwili 64', 83' | (0:0) |            | Stadion im. Micheila Meschiego, Tbilisi · Gruzja · Sędzia: Hannes Kaasik Estonia · |

| 1215 lipca 2009 | Maccabi Hajfa                                                                 | 6:0   | Glentoran F.C. |                                                                     |
| 19:50 CET       | Rafaelov 36' · Katan 51' · Dwaliszwili 56' 80' · Arbeitman 82' · Shanbary 88' | (1:0) |                | Kiryat Eliazer · Hajfa, Izrael · Sędzia: Aleksiej Nikołajew Rosja · |

| 1315 lipca 2009 | Debreceni VSC        | 2:0   | Kalmar FF |                                                                            |
| 20:00 CET       | Varga 73' · Kiss 85' | (0:0) |           | Stadion Oláh Gábor Út, Debreczyn · Węgry · Sędzia: Fredy Fautrel Francja · |

| 1415 lipca 2009 | FC Kopenhaga                                                                  | 6:0   | FK Mogren |                                                            |
| 20:15 CET       | Kristensen 8' · Jørgensen 16' · Almeida 24' · N’Doye 69' 74' · Nordstrand 82' | (3:0) |           | Parken, Kopenhaga · Dania · Sędzia: Selçuk Dereli Turcja · |

| 1515 lipca 2009 | Wisła Kraków   | 1:1   | FCI Levadia Tallinn |                                                                        |
| 20:30 CET       | Ćwielong 90+3' | (0:1) | Andriejew 40'       | Stadion Ludowy · Sosnowiec, Polska · Sędzia: Tommy Skjerven Norwegia · |

| 1615 lipca 2009 | Red Bull Salzburg | 1:1   | Bohemian F.C. |                                                                                  |
| 20:30 CET       | Dudić 25'         | (1:0) | Ndo 60'       | Stadion Wals-Siezenheim · Salzburg, Austria · Sędzia: Nicolai Vollquartz Dania · |

| 1715 lipca 2009 | FH                  | 0:4   | Aktöbe FK                                         |                                                                            |
| 21:15 CET       |                     | (0:0) | Tyleszew 49' · Golowskoj 57' 85' · Khayrullin 70' | Kaplakrikavöllur · Hafnarfjörður, Islandia · Sędzia: Robert Małek Polska · |
| 21:15 CET       | Gudmundsson 3', 54' | (0:0) |                                                   | Kaplakrikavöllur · Hafnarfjörður, Islandia · Sędzia: Robert Małek Polska · |

### Rewanże
| 121 lipca 2009 | BATE Borysów                   | 2:0   | FK Makedonija Dźorcze Petrow |                                                                 |
| 18:00 CET      | Sosnowski 83' · Rodionow 90+3' | (0:0) |                              | Gorodskoi · Borysów, Białoruś · Sędzia: Tony Asumaa Finlandia · |

| 221 lipca 2009 | Dinamo Zagrzeb                          | 3:0   | Piunik Erywań |                                                                                |
| 20:30 CET      | Mandžukić 30' · Badelj 61' · Lovren 66' | (1:0) |               | Maksimir · Zagrzeb, Chorwacja · Sędzia: Duarte Nuno Pereira Gomes Portugalia · |

| 321 lipca 2009 | FK Bakı                                     | 4:2   | Ekranas Poniewież             |                                                                                |
| 17:00 CET      | Almeida 59', 77' · Mujiri 65' · Sojic 90+1' | (0:0) | Matović 81' · Gleveckas 90+2' | Stadion Tofiqa Bəhramova · Baku, Azerbejdżan · Sędzia: Serge Gumienny Belgia · |

| 421 lipca 2009 | APOEL Nikozja                                     | 3:0   | EB/Streymur |                                                                     |
| 19:00 CET      | Żewłakow 42' · Aleksandru 63' · Mirosavljević 75' | (1:0) |             | Stadion GSP · Nikozja, Cypr · Sędzia: Cyril Zimmermann Szwajcaria · |

| 521 lipca 2009 | Partizan Belgrad                                                                       | 8:0   | Rhyl FC |                                                                              |
| 20:45 CET      | Diarra 4' · Cleverson 17', 51', 72' (k.) · Đorđević 20' · Ilić 38', 63' · Petrović 66' | (4:0) |         | Stadion Partizana · Belgrad, Serbia · Sędzia: Markus Strömbergsson Szwecja · |

| 621 lipca 2009 | Sheriff Tyraspol | 1:0   | Inter Turku |                                                                                      |
| 19:00 CET      | Suworow 69' (k.) | (0:0) |             | Stadionul Sheriff · Tyraspol, Mołdawia · Sędzia: Carlos Velasco Carballo Hiszpania · |

| 721 lipca 2009 | UE Sant Julià | 0:5   | Lewski Sofia                                            |                                                                    |
| 18:45 CET      |               | (0:3) | Ognianow 23', 40' · Jowow 34' · Czaczew 83' · Kirow 87' | Estadi Comunal · Andora, Andora · Sędzia: Jouni Hyytiä Finlandia · |

| 821 lipca 2009 | Stabæk                                            | 4:0   | KF Tirana |                                                                     |
| 20:45 CET      | Segerström 15', 17' · Berglund 44' · Farnerud 55' | (3:0) |           | Telenor Arena · Oslo, Norwegia · Sędzia: Thorsten Kinhöfer Niemcy · |

| 921 lipca 2009 | Slovan Bratysława                              | 4:0   | Zrinjski Mostar |                                                                      |
| 19:30 CET      | Halenár 13', 60' · Gaúcho 19' · Sylvestr 90+2' | (2:0) |                 | Tehelné pole · Bratysława, Słowacja · Sędzia: Said Ennjimi Francja · |

| 1022 lipca 2009 | F91 Dudelange | 1:3   | FK Ventspils                                |                                                                           |
| 18:00 CET       | Da Mota 15'   | (1:1) | Astafjevs 27' · Butriks 57' · Mihadjuks 67' | Jos Nosbaum · Dudelange, Luksemburg · Sędzia: Martin Ingvarsson Szwecja · |

| 1122 lipca 2009 | NK Maribor                             | 3:1   | WIT Georgia Tbilisi |                                                                          |
| 20:45 CET       | Bunderla 9' · Marcos 19' · Mihelič 86' | (2:1) | Kvaratskelia 45'    | Ljudski vrt · Maribor, Słowenia · Sędzia: Pavel Cristian Balaj Rumunia · |

| 1222 lipca 2009 | Glentoran F.C. | 0:4   | Maccabi Hajfa                                 |                                                                           |
| 19:50 CET       |                | (0:1) | Bello 9' 53' · Masilela 62' · Arbeitman 90+2' | The Oval · Belfast, Irlandia Północna · Sędzia: Espen Berntsen Norwegia · |

| 1322 lipca 2009 | Kalmar FF                       | 3:1   | Debreceni VSC |                                                                                  |
| 19:00 CET       | R. Elm 19' 72' (k) · Mendes 32' | (2:1) | Varga 13'     | Fredriksskans Idrottsplats · Kalmar, Szwecja · Sędzia: Stanisław Suchina Rosja · |

| 1422 lipca 2009 | FK Mogren | 0:6   | FC Kopenhaga                                                              |                                                                       |
| 20:35 CET       |           | (0:4) | Ndoye 10' 40' · Nordstrand 16' · Vingaard 43' · Delaney 47' · Almeida 87' | Gradski · Podgorica, Czarnogóra · Sędzia: Alexandru Deaconu Rumunia · |

| 1522 lipca 2009 | FCI Levadia Tallinn | 1:0   | Wisła Kraków |                                                                     |
| 18:00 CET       | Iwanow 90'          | (0:0) |              | Stadion Kadriorg · Tallinn, Estonia · Sędzia: Cüneyt Çakir Turcja · |

| 1621 lipca 2009 | Bohemian F.C. | 0:1   | Red Bull Salzburg |                                                                                     |
| 20:30 CET       | Jezek 86'     | (0:0) |                   | Dalymount Park · Dublin, Irlandia · Sędzia: Aleksandar Stawrew Macedonia Północna · |

| 1722 lipca 2009 | Aktöbe FK                | 2:0   | FH |                                                                               |
| 18:00 CET       | Smakow 20' · Tleszew 67' | (1:0) |    | Stadion Centralny · Aktöbe, Kazachstan · Sędzia: Alaksiej Kulbakou Białoruś · |

## III runda kwalifikacyjna
Od tej rundy turniej kwalifikacyjny został podzielony na 2 części – dla mistrzów i niemistrzów poszczególnych federacji:
- do startu w III rundzie kwalifikacyjnej dla mistrzów uprawnionych było 20 drużyn (w tym 17 zwycięzców II rundy), z czego 10 było rozstawionych;
- do startu w III rundzie kwalifikacyjnej dla niemistrzów uprawnionych było 10 drużyn, z czego 5 było rozstawionych.

Losowanie odbyło się 17 lipca 2009 (godz. 12:00). Ponieważ stało się to przed zakończeniem II rundy, przyjęto założenie, że wszystkie rozstawione drużyny z II rundy wygrają swoje mecze, jeśli zaś nie – zwycięska drużyna nierozstawiona przejmowała współczynnik pokonanego (tak stało się w 5 przypadkach). Pierwsze mecze rozegrano 28 i 29 lipca, rewanże – 4 i 5 sierpnia 2009.
Drużyny, które przegrały w tej rundzie, otrzymały prawo gry w rundzie play-off Ligi Europy UEFA.

### Kwalifikacje dla mistrzów
Drużyny, które awansowały z II rundy kwalifikacyjnej
| Drużyny rozstawione  | Drużyny rozstawione | Drużyny rozstawione | Drużyny rozstawione |
| Drużyna              | Współcz.            | Drużyna             | Współcz.            |
| -------------------- | ------------------- | ------------------- | ------------------- |
| Olympiakos SFP       | 52,633              | Maccabi Hajfa       | 17,050              |
| FC Kopenhaga         | 26,890              | Dinamo Zagrzeb      | 16,466              |
| Slavia Praga         | 25,150              | FC Zürich           | 14,050              |
| Tallinna FCI Levadia | 9,583               | FK Crvena zvezda    | 12,050              |
| Partizan Belgrad     | 23,050              | BATE Borysów        | 7,733               |

| Drużyny nierozstawione | Drużyny nierozstawione | Drużyny nierozstawione | Drużyny nierozstawione |
| Drużyna                | Współcz.               | Drużyna                | Współcz.               |
| ---------------------- | ---------------------- | ---------------------- | ---------------------- |
| Red Bull Salzburg      | 6,565                  | FK Ventspils           | 2,832                  |
| Debreceni VSC          | 4,938                  | NK Maribor             | 2,816                  |
| APOEL Nikozja          | 4,016                  | FK Aktöbe              | 2,333                  |
| Stabæk                 | 3,760                  | Sheriff Tyraspol       | 1,958                  |
| Slovan Bratysława      | 2,933                  | FK Bakı                | 1,933                  |

Współcz. – wartość współczynnika klubowego.
Pogrubiono nazwy drużyn, które awansowały do rundy play-off.
| Drużyna 1                            | Wynik dwumeczu | Drużyna 2        | Pierwszy mecz | Drugi mecz |
| ------------------------------------ | -------------- | ---------------- | ------------- | ---------- |
| Red Bull Salzburg                    | 3:2            | Dinamo Zagrzeb   | 1:1           | 2:1        |
| Slovan Bratysława                    | 0:4            | Olympiakos SFP   | 0:2           | 0:2        |
| FC Zürich                            | 5:3            | NK Maribor       | 2:3           | 3:0        |
| APOEL Nikozja                        | 2:1            | Partizan Belgrad | 2:0           | 0:1        |
| Sheriff Tyraspol                     | 1:1 (b. wyj.)  | Slavia Praga     | 0:0           | 1:1        |
| Aktöbe FK                            | 3:4            | Maccabi Hajfa    | 0:0           | 3:4        |
| FK Bakı                              | 0:2            | Lewski Sofia     | 0:0           | 0:2        |
| FK Ventspils                         | 2:2 (b. wyj.)  | BATE Borysów     | 1:0           | 1:2        |
| Levadia Tallinn                      | 0:2            | Debreceni VSC    | 0:1           | 0:1        |
| FC Kopenhaga                         | 3:1            | Stabæk           | 3:1           | 0:0        |
| Po lewej gospodarz pierwszego meczu. |                |                  |               |            |

#### Pierwsze mecze
| 129 lipca 2009 | Red Bull Salzburg | 1:1   | Dinamo Zagrzeb |                                                                               |
|                | Zickler 45'       | (1:0) | Mandžukić 63'  | Stadion Wals-Siezenheim · Salzburg, Austria · Sędzia: Pavel Kralovec Czechy · |

| 229 lipca 2009 | Slovan Bratysława | 0:2   | Olympiakos SFP                 |                                                                              |
|                |                   | (0:2) | Papadopoulos 2' · Leonardo 21' | Tehelné pole · Bratysława, Słowacja · Sędzia: Claudio Circhetta Szwajcaria · |

| 329 lipca 2009 | FC Zürich                  | 2:3   | NK Maribor                    |                                                                                   |
|                | Vonlanthen 4' · Hassli 29' | (2:2) | Marcos 12' 22' · Pavlovic 50' | Letzigrund Stadion · Zurych, Szwajcaria · Sędzia: Eric F. J. Braamhaar Holandia · |

| 429 lipca 2009 | APOEL Nikozja                           | 2:0   | Partizan Belgrad |                                                                |
|                | Mirosavljević 49' · Marcin Żewłakow 85' | (0:0) |                  | Stadion GSP · Nikozja, Cypr · Sędzia: Björn Kuipers Holandia · |

| 529 lipca 2009 | Sheriff Tyraspol | 0:0   | Slavia Praga |                                                                        |
|                |                  | (0:0) |              | Stadionul Sheriff · Tyraspol, Mołdawia · Sędzia: Alan Kelly Irlandia · |

| 628 lipca 2009 | Aktöbe FK | 0:0   | Maccabi Hajfa |                                                                               |
|                |           | (0:0) |               | Stadion Centralny · Aktöbe, Kazachstan · Sędzia: Thomas Einwaller · Austria · |

| 728 lipca 2009 | FK Bakı | 0:0   | Lewski Sofia |                                                                                        |
|                |         | (0:0) |              | Stadion Tofika Bachramowa · Baku, Azerbejdżan · Sędzia: Svein Oddvar Moen · Norwegia · |

| 829 lipca 2009 | FK Ventspils | 1:0   | BATE Borysów |                                                                        |
|                | Chirkin 64'  | (0:0) |              | Stadion Olimpijski · Windawa, Łotwa · Sędzia: Darko Ceferin Słowenia · |

| 929 lipca 2009 | FCI Levadia Tallinn | 0:1   | Debreceni VSC |                                                                                       |
|                |                     | (0:0) | Leandro 70'   | Stadion Kadriorg · Tallinn, Estonia · Sędzia: Bruno Miguel Duarte Paixão Portugalia · |

| 1029 lipca 2009 | FC Kopenhaga                      | 3:1   | Stabæk       |                                                            |
|                 | Grønkjær 11' · Santin 41' 80' (k) | (2:0) | Pálmason 58' | Parken · Kopenhaga, Dania · Sędzia: Jurij Baskakow Rosja · |

#### Rewanże
| 14 sierpnia 2009 | Dinamo Zagrzeb  | 1:2   | Red Bull Salzburg        |                                                                  |
|                  | Papadopulos 47' | (0:1) | Švento 33' · Nelisse 83' | Maksimir · Zagrzeb, Chorwacja · Sędzia: Alain Hamer Luksemburg · |

| 24 sierpnia 2009 | Olympiakos SFP          | 2:0   | Slovan Bratysława |                                                                        |
|                  | Maresca 35' · Diogo 56' | (1:0) |                   | Stadion Karaiskákis · Pireus, Grecja · Sędzia: Konrad Plautz Austria · |

| 34 sierpnia 2009 | NK Maribor | 0:3   | FC Zürich                              |                                                                             |
|                  |            | (0:2) | Djurić 21' · Margairaz 45' · Nikci 76' | Stadion Ljudski vrt · Maribor, Słowenia · Sędzia: Laurent Duhamel Francja · |

| 44 sierpnia 2009 | Partizan Belgrad | 1:0   | APOEL Nikozja |                                                                         |
|                  | Moreira 3'       | (1:0) |               | Stadion Partizana · Belgrad, Serbia · Sędzia: Matteo Trefoloni Włochy · |

| 54 sierpnia 2009 | Slavia Praga | 1:1   | Sheriff Tyraspol  |                                                                 |
|                  | Hloušek 15'  | (1:0) | José Nadson 90+4' | Stadion Eden · Praga, Czechy · Sędzia: Gianluca Rocchi Włochy · |

| 64 sierpnia 2009 | Maccabi Hajfa                                | 4:3   | Aktöbe FK                                      |                                                                          |
|                  | Katan 26' · Golasa 34' · Dwaliszwili 59' 62' | (2:3) | Awerczenko 8' · Chichulin 13' · Khairullin 15' | Kiryat Eliezer Stadium · Hajfa, Izrael · Sędzia: Serge Gumienny Belgia · |

| 74 sierpnia 2009 | Lewski Sofia             | 2:0   | FK Bakı |                                                                                         |
|                  | Jowow 64' · Christow 80' | (0:0) |         | Stadion im. Georgi Asparuchowa · Sofia, Bułgaria · Sędzia: Stefan Johannesson Szwecja · |

| 84 sierpnia 2009 | BATE Borysów   | 2:1   | FK Ventspils   |                                                                             |
|                  | Krywec 43' 57' | (1:1) | Tsigirlash 14' | Stadion Miejski · Borysów, Białoruś · Sędzia: Alexandru Dan Tudor Rumunia · |

| 94 sierpnia 2009 | Debreceni VSC | 1:0   | FCI Levadia Tallinn |                                                                             |
|                  |               | (0:0) | Coulibaly 70'       | Stadion Oláh Gábor Út · Debreczyn, Węgry · Sędzia: Damir Skomina Słowenia · |

| 104 sierpnia 2009 | Stabæk | 0:0   | FC Kopenhaga |                                                                    |
|                   |        | (0:0) |              | Telenor Arena · Bærum, Norwegia · Sędzia: William Collum Szkocja · |

### Kwalifikacje dla niemistrzów
| Drużyny rozstawione | Drużyny rozstawione | Drużyny rozstawione | Drużyny rozstawione |
| Drużyna             | Współcz.            | Drużyna             | Współcz.            |
| ------------------- | ------------------- | ------------------- | ------------------- |
| Szachtar Donieck    | 74,370              | Celtic              | 40,575              |
| Sporting CP         | 68,292              | RSC Anderlecht      | 32,065              |
| Panathinaikos AO    | 56,633              |                     |                     |

| Drużyny nierozstawione | Drużyny nierozstawione | Drużyny nierozstawione | Drużyny nierozstawione |
| Drużyna                | Współcz.               | Drużyna                | Współcz.               |
| ---------------------- | ---------------------- | ---------------------- | ---------------------- |
| Sparta Praga           | 26,150                 | FC Timișoara           | 7,781                  |
| Twente                 | 17,826                 | Sivasspor              | 6,445                  |
| Dinamo Moskwa          | 9,525                  |                        |                        |

Współcz. – wartość współczynnika klubowego.
Pogrubiono nazwy drużyn, które awansowały do rundy play-off.
| Drużyna 1                            | Wynik dwumeczu | Drużyna 2        | Pierwszy mecz | Drugi mecz |
| ------------------------------------ | -------------- | ---------------- | ------------- | ---------- |
| Sparta Praga                         | 3:4            | Panathinaikos AO | 3:1           | 0:3        |
| Szachtar Donieck                     | 2:2 (b. wyj.)  | FC Timișoara     | 2:2           | 0:0        |
| Sporting CP                          | 1:1 (b. wyj.)  | Twente           | 0:0           | 1:1        |
| Celtic                               | 2:1            | Dinamo Moskwa    | 0:1           | 2:0        |
| RSC Anderlecht                       | 6:3            | Sivasspor        | 5:0           | 1:3        |
| Po lewej gospodarz pierwszego meczu. |                |                  |               |            |

#### Pierwsze mecze
| 128 lipca 2009 | Sparta Praga                          | 3:1   | Panathinaikos AO |                                                              |
|                | Holenda 26' · Vacek 32' · Kalouda 86' | (2:0) | Salpingidis 67'  | AXA Arena · Praga, Czechy · Sędzia: Ivan Bebek · Chorwacja · |

| 229 lipca 2009 | Szachtar Donieck             | 2:2   | FC Timișoara  |                                                                                        |
|                | Hładky 60' · Fernandinho 86' | (0:1) | Bucur 20' 80' | Stadion Olimpijski · Donieck, Ukraina · Sędzia: Eduardo Iturralde González Hiszpania · |

| 329 lipca 2009 | Sporting CP | 0:0   | Twente |                                                                            |
|                |             | (0:0) |        | Estádio José Alvalade · Lizbona, Portugalia · Sędzia: Felix Brych Niemcy · |

| 429 lipca 2009 | Celtic | 0:1   | Dinamo Moskwa |                                                                  |
|                |        | (0:0) | Kokorin 7'    | Celtic Park · Glasgow, Szkocja · Sędzia: Nicola Rizzoli Włochy · |

| 528 lipca 2009 | RSC Anderlecht                                                | 5:0   | Sivasspor |                                                                                                |
|                | De Sutter 17' 76' · Boussoufa 22' · Chatelle 32' · Frutos 90' | (3:0) |           | Stade Constant Vanden Stock · Anderlecht, Belgia · Sędzia: Craig Alexander Thomson · Szkocja · |

#### Rewanże
| 14 sierpnia 2009 | Panathinaikos AO                                | 3:0   | Sparta Praga |                                                                         |
|                  | Sarriegi 45' · Katsouranis 54' · Salpinidis 89' | (1:0) |              | Stadion Olimpijski · Ateny, Grecja · Sędzia: Pedro Proença Portugalia · |

| 24 sierpnia 2009 | FC Timișoara | 0:0   | Szachtar Donieck |                                                                                 |
|                  |              | (0:0) |                  | Stadionul Dan Păltinişanu · Timișoara, Rumunia · Sędzia: Terje Hauge Norwegia · |

| 34 sierpnia 2009 | Twente     | 1:1   | Sporting CP            |                                                                           |
|                  | Douglas 2' | (1:0) | Wisgerhof 90+5' (sam.) | De Grolsch Veste · Enschede, Holandia · Sędzia: Stéphane Lannoy Francja · |

| 44 sierpnia 2009 | Dinamo Moskwa | 0:2   | Celtic                       |                                                                  |
|                  |               | (0:1) | McDonald 44' · Samaras 90+1' | Ariena Chimki · Moskwa, Rosja · Sędzia: Jonas Eriksson Szwecja · |

| 54 sierpnia 2009 | Sivasspor                                | 3:1   | RSC Anderlecht |                                                                            |
|                  | Martin 12' · Kamanan 19' (k) · Aydın 58' | (3:0) | van Damme 34'  | 4 Eylul Stadi · Sivas, Turcja · Sędzia: Manuel Mejuto González Hiszpania · |

## Runda play-off
W tej rundzie turniej kwalifikacyjny był podzielony na 2 części – dla mistrzów i niemistrzów poszczególnych federacji:
- do startu w rundzie play-off dla mistrzów uprawnionych było 10 drużyn (zwycięzców III rundy kwalifikacji dla mistrzów), z czego 5 było rozstawionych;
- do startu w rundzie play-off dla niemistrzów uprawnionych było 10 drużyn (w tym 5 zwycięzców III rundy kwalifikacji dla niemistrzów), z czego 5 było rozstawionych.

Losowanie odbyło się 7 sierpnia 2009 (godz. 12:00). Pierwsze mecze rozegrano 18 i 19 sierpnia, rewanże – 25 i 26 sierpnia 2009.
Drużyny, które wygrały w tej rundzie, otrzymały prawo gry w fazie grupowej Ligi Mistrzów UEFA. Drużyny, które przegrały w tej rundzie, otrzymały prawo gry w fazie grupowej Ligi Europy UEFA.

### Kwalifikacje dla mistrzów
| Drużyny rozstawione | Drużyny rozstawione | Drużyny rozstawione | Drużyny rozstawione |
| Drużyna             | Współcz.            | Drużyna             | Współcz.            |
| ------------------- | ------------------- | ------------------- | ------------------- |
| Olympiakos SFP      | 52,633              | Maccabi Hajfa       | 17,050              |
| FC Kopenhaga        | 26,890              | FC Zürich           | 14,050              |
| Lewski Sofia        | 24,250              |                     |                     |

| Drużyny nierozstawione | Drużyny nierozstawione | Drużyny nierozstawione | Drużyny nierozstawione |
| Drużyna                | Współcz.               | Drużyna                | Współcz.               |
| ---------------------- | ---------------------- | ---------------------- | ---------------------- |
| Red Bull Salzburg      | 6,565                  | Debreceni VSC          | 1,633                  |
| APOEL Nikozja          | 4,016                  | Sheriff Tyraspol       | 1,333                  |
| FK Ventspils           | 2,833                  |                        |                        |

Współcz. – wartość współczynnika klubowego.
Pogrubiono nazwy drużyn, które awansowały do fazy grupowej.
| Drużyna 1                            | Wynik dwumeczu | Drużyna 2      | Pierwszy mecz | Drugi mecz |
| ------------------------------------ | -------------- | -------------- | ------------- | ---------- |
| Sheriff Tyraspol                     | 0:3            | Olympiakos SFP | 0:2           | 0:1        |
| Red Bull Salzburg                    | 1:5            | Maccabi Hajfa  | 1:2           | 0:3        |
| FK Ventspils                         | 1:5            | FC Zürich      | 0:3           | 1:2        |
| FC Kopenhaga                         | 2:3            | APOEL Nikozja  | 1:0           | 1:3        |
| Lewski Sofia                         | 1:4            | Debreceni VSC  | 1:2           | 0:2        |
| Po lewej gospodarz pierwszego meczu. |                |                |               |            |

#### Pierwsze mecze
| 118 sierpnia 2009 | Sheriff Tyraspol | 0:2   | Olympiakos SFP          |                                                   |
| 20:45 CET         |                  | (0:0) | Dudu 46' · Mitroglu 81' | Stadion Sheriff, Tyraspol Sędzia: Martin Atkinson |

| 219 sierpnia 2009 | Red Bull Salzburg | 1:2   | Maccabi Hajfa              |                                                |
| 20:45 CET         | Zickler 57'       | (0:1) | Ghadir 22' · Arbeitman 84' | Stadion Wals-Siezenheim Sędzia: Jurij Baskakow |

| 319 sierpnia 2009 | FK Ventspils | 0:3   | FC Zürich                                 |                                                 |
| 20:45 CET         |              | (0:1) | Vonlanthen 12' · Aegerter 55' · Đurić 75' | Stadion Skonto, Ryga Sędzia: Tom Henning Øvrebø |

| 418 sierpnia 2009 | FC Kopenhaga | 1:0   | APOEL Nikozja |                                       |
| 20:45 CET         | Pospěch 54'  | (0:0) |               | Parken, Kopenhaga Sędzia: Alain Hamer |

| 519 sierpnia 2009 | Lewski Sofia | 1:2   | Debreceni VSC                |                                                               |
| 20:45 CET         | Bardon 51'   | (0:1) | Bodnár 12' · Czvitkovics 76' | Stadion im. Georgi Asparuchowa, Sofia Sędzia: Laurent Duhamel |

#### Rewanże
| 126 sierpnia 2009 | Olympiakos SFP | 1:0   | Sheriff Tyraspol |                                                                           |
| 20:45 CET         | Mitroglu 82'   | (0:0) |                  | Stadion Karaiskákis, Ateny · Sędzia: Alberto Undiano Mallenco Hiszpania · |

| 225 sierpnia 2009 | Maccabi Hajfa                             | 3:0   | Red Bull Salzburg |                                                        |
| 20:45 CET         | Dvalishvili 31' · Golasa 57' · Ghadir 90' | (1:0) |                   | Ramat Gan, Tel Awiw · Sędzia: Bertrand Layec Francja · |

| 325 sierpnia 2009 | FC Zürich                  | 2:1   | FK Ventspils |                                                          |
| 20:45 CET         | Vonlanthen 6' · Abdi 90+2' | (1:1) | Țîgîrlaș 8'  | AFG Arena, Sankt Gallen · Sędzia: Terje Hauge Norwegia · |

| 426 sierpnia 2009 | APOEL Nikozja                     | 3:1   | FC Kopenhaga |                                                        |
| 20:45 CET         | Kosowski 2' · Michail 18' (k) 41' | (3:1) | N’Doye 22'   | Stadion GSP, Nikozja · Sędzia: Konrad Plautz Austria · |

| 525 sierpnia 2009 | Debreceni VSC          | 2:0   | Lewski Sofia |                                                                          |
| 20:45 CET         | Varga 13' · Rudolf 35' | (2:0) |              | Stadion im. Ferenca Puskása, Budapeszt · Sędzia: Claus Bo Larsen Dania · |

### Kwalifikacje dla niemistrzów
Drużyny, które awansowały z III rundy kwalifikacyjnej
| Drużyny rozstawione | Drużyny rozstawione | Drużyny rozstawione | Drużyny rozstawione |
| Drużyna             | Współcz.            | Drużyna             | Współcz.            |
| ------------------- | ------------------- | ------------------- | ------------------- |
| Arsenal             | 106,899             | Panathinaikos AO    | 56,633              |
| Olympique Lyon      | 91,033              | VfB Stuttgart       | 45,339              |
| Sporting CP         | 68,292              |                     |                     |

| Drużyny nierozstawione | Drużyny nierozstawione | Drużyny nierozstawione | Drużyny nierozstawione |
| Drużyna                | Współcz.               | Drużyna                | Współcz.               |
| ---------------------- | ---------------------- | ---------------------- | ---------------------- |
| Fiorentina             | 42,582                 | RSC Anderlecht         | 32,065                 |
| Atlético Madryt        | 41,853                 | FC Timișoara           | 7,781                  |
| Celtic                 | 40,575                 |                        |                        |

Współcz. – wartość współczynnika klubowego.
Pogrubiono nazwy drużyn, które awansowały do fazy grupowej.
| Drużyna 1                            | Wynik dwumeczu | Drużyna 2       | Pierwszy mecz | Drugi mecz |
| ------------------------------------ | -------------- | --------------- | ------------- | ---------- |
| Olympique Lyon                       | 8:2            | RSC Anderlecht  | 5:1           | 3:1        |
| Celtic                               | 1:5            | Arsenal         | 0:2           | 1:3        |
| FC Timișoara                         | 0:2            | VfB Stuttgart   | 0:2           | 0:0        |
| Sporting CP                          | 3:3 (b.wyj.)   | Fiorentina      | 2:2           | 1:1        |
| Panathinaikos AO                     | 2:5            | Atlético Madryt | 2:3           | 0:2        |
| Po lewej gospodarz pierwszego meczu. |                |                 |               |            |

#### Pierwsze mecze
| 119 sierpnia 2009 | Olympique Lyon                                            | 5:1   | RSC Anderlecht |                                            |
| 20:45 CET         | Pjanić 10' · López 15' (k.) · Bastos 39' · Gomis 42', 63' | (4:0) | Suárez 58'     | Stade Gerland, Lyon Sędzia: Wolfgang Stark |

| 218 sierpnia 2009 | Celtic | 0:2   | Arsenal                          |                                              |
| 20:45 CET         |        | (0:1) | Gallas 43' · Caldwell 71' (sam.) | Celtic Park, Glasgow Sędzia: Massimo Busacca |

| 318 sierpnia 2009 | FC Timișoara | 0:2   | VfB Stuttgart               |                                                                   |
| 20:45 CET         |              | (0:2) | Gebhart 28' (k.) · Hleb 30' | Stadionul Dan Păltinişanu, Timișoara Sędzia: Olegário Benquerença |

| 418 sierpnia 2009 | Sporting CP               | 2:2   | Fiorentina                |                                                      |
| 20:45 CET         | Vukčević 58' · Veloso 66' | (0:1) | Vargas 6' · Gilardino 79' | Estádio José Alvalade, Lizbona Sędzia: Viktor Kassai |

| 519 sierpnia 2009 | Panathinaikos AO           | 2:3   | Atlético Madryt                         |                                                         |
| 20:45 CET         | Salpingidis 47' · Leto 74' | (0:1) | Rodríguez 36' · Forlán 63' · Agüero 70' | Stadion Olimpijski w Atenach, Ateny Sędzia: Felix Brych |

#### Rewanże
| 125 sierpnia 2009 | RSC Anderlecht | 1:3   | Olympique Lyon    |                                                                         |
| 20:45 CET         | Suárez 51' (k) | (0:3) | López 26' 32' 41' | Stade Constant Vanden Stock, Bruksela · Sędzia: Nicola Rizzoli Włochy · |

| 226 sierpnia 2009 | Arsenal                                    | 3:1   | Celtic       |                                                                      |
| 20:45 CET         | Eduardo 28' (k) · Eboué 53' · Arszawin 74' | (1:0) | Donati 90+2' | Arsenal Stadium, Londyn · Sędzia: Manuel Mejuto González Hiszpania · |

| 326 sierpnia 2009 | VfB Stuttgart | 0:0   | FC Timișoara |                                                                   |
| 20:45 CET         |               | (0:0) |              | Mercedes-Benz Arena, Stuttgart · Sędzia: Roberto Rosetti Włochy · |

| 426 sierpnia 2009 | Fiorentina  | 1:1   | Sporting CP       |                                                           |
| 20:45 CET         | Jovetić 54' | (0:1) | João Moutinho 35' | Artemio Franchi, Florencja · Sędzia: Howard Webb Anglia · |

| 525 sierpnia 2009 | Atlético Madryt               | 2:0   | Panathinaikos AO |                                                           |
| 20:45 CET         | Vintra 4' (sam.) · Agüero 83' | (1:0) |                  | Vicente Calderón, Madryt · Sędzia: Pieter Vink Holandia · |